# Oslac
Oslac fou rei de Sussex conjuntament amb Ealdwulf i Ælfwald, i probablement també amb Oswald i Osmund.
Oslac feu de testimoni a una carta sense data d'Ealdwulf, que es creu que devia ser escrita cap a l'any 765, amb el seu nom registrat en una còpia supervivent amb el mot fantasma Osiai rex.
Després de la conquesta de Sussex per Offa, rei de Mèrcia, Oslac feu de testimoni en una carta dirigida a Offa, datada el 772, com Oslac dux, amb el seu nom col·locat després del d'Oswald, Osmund i Ælfwald, suggerint que fos el més jove dels reis anteriors.
La carta més recent conservada data del 780, i l'original encara existeix; on s'escriu el seu nom com Oslac dux Suthsaxorum.